# Greg F. Gifune
Greg F. Gifune (* 12. November 1963 in Middlesex County (Massachusetts)) ist ein amerikanischer Autor von Thriller, Krimi und Horrorliteratur.

## Karriere
Es sind mehr als 20 Romane und Novellen von ihm erschienen, dazu viele Kurzgeschichten, von denen einige in drei Sammlungen vereint wurden. Für seinen Roman House of Rain war er in der Kategorie Long Fiction für den Bram Stoker Award 2013 nominiert. Er lebt mit seiner Frau und einer ganzen Schar Katzen in der kleinen Stadt Marion, in der Nähe der Stadt Boston.

## Werke
- 2001: Drago Descending
- 2001: Heretics (Kurzgeschichten)
- 2003: Saying Uncle
- 2003: Night Work
- 2003: The Bleeding Season
- 2004: Down to Sleep (Kurzgeschichten)
- 2006: A View from the Lake
- 2006: Deep Night
- 2008: Blood in Electric Blue
- 2008: Dominion
- 2008: Judas Goat
- 2009: Children of Chaos
- 2009: Kingdom of Shadows (Kurzgeschichten)
- 2010: Catching Hell
- 2010: Long After Dark
- 2010: The Living And The Dead
- 2011: Dreams The Ragman
- 2011: Midnight Solitaire
- 2011: Apartment Seven (Novelle)
- 2011: Gardens of the Night
- 2013: House of Rain
- 2014: Rogue
- 2015: Orphans of Wonderland

In Deutschland sind folgende Bücher als Übersetzungen erschienen:
- 2011: Blutiges Frühjahr (Festa Verlag), The Bleeding Season, ISBN 978-3-86552-097-5.
- 2011: Die Einsamkeit des Todbringers (Festa Verlag), Blood in Electric Blue, ISBN 978-3-86552-098-2.
- 2011: Sag Onkel (Festa Verlag), Saying Uncle, ISBN 978-3-86552-124-8.
- 2013: Kinder des Chaos (Festa Verlag), Children of Chaos, ISBN 978-3-86552-205-4.
- 2015: House of Rain (Luzifer Verlag), House of Rain, ISBN 978-3-95835-081-6.
- 2015: Teufelsatem (Voodoo Press), Devil’s Breath, ISBN 978-99957-56-31-4.
- 2016: Finstere Nacht (Luzifer Verlag), Deep Night, ISBN 978-3-95835-087-8.
- 2016: Bösartig (Voodoo Press), Rogue, ISBN 978-99957-56-09-3.
- 2017: Savages (Voodoo Press), Savages, ISBN 978-99957-56-42-0.
- 2018: Judas Goat / Midnight Solitaire (Doppelband) (Luzifer Verlag), Judas Goat / Midnight Solitaire, ISBN 978-3-95835-332-9,

Sowie folgende Kurzgeschichten und Novellen:
- 2010: Vollendete Vergangenheit (in der Anthologie „Necrophobia: Zart wie Babyhaut“ vom Festa-Verlag), Past Tense, ISBN 978-3-86552-077-7
- 2011: Schnee-Engel (in der Anthologie „Kannibalen“ vom Festa-Verlag), Snow Angels, ISBN 978-3-86552-126-2
- 2022: Häretiker (im Privatdruck „Drei Geisternovellen“ vom Festa-Verlag), Heretics, ohne ISBN